# 卡尔斯·隆贝里
卡尔斯·隆贝里（瑞典語：Charles Lomberg，1886年12月4日—1966年3月5日），瑞典男子田径运动员，主攻十项全能。他曾代表瑞典参加1912年夏季奥林匹克运动会田径比赛，获得男子十项全能银牌。